# ولتاژ قطع

منحنی تخلیه یک باتری قلیایی AA که میزان انرژی موجود را هنگام استفاده از ولتاژهای قطع احتمالی مختلف نشان می‌دهد. تحت دشارژ جریان ثابت در ۱۰۰ میلی‌آمپر، انرژی استخراج شده از باتری با سطح زیر نمودار متناسب است:
انرژی استخراج شده قبل از رسیدن به قطع ۱٫۳ ولت
انرژی اضافی استخراج شده قبل از رسیدن به قطع ۱٫۱ ولت
انرژی اضافی استخراج شده هنگام تخلیه کامل تا ۰ ولت

در الکترونیک، ولتاژ قطع (به انگلیسی: cut-off voltage) به ولتاژی گفته می‌شود که در آن باتری کاملاً خالی‌شده است، که بیش از آن تخلیه بیشتر می‌تواند باعث آسیب شود. برخی از دستگاه‌های الکترونیکی، مانند تلفن‌های همراه، با رسیدن به ولتاژ قطع به‌طورخودکار خاموش می‌شوند.

## باتری‌ها
در باتری‌ها، ولتاژ قطع (نهایی) ولتاژ حدپایینی است که در آن تخلیه باتری کامل درنظرگرفته‌می‌شود. ولتاژ قطع معمولاً به گونه‌ای انتخاب می‌شود که حداکثر ظرفیت مفید باتری به‌دست آید. ولتاژ قطع از یک باتری به باتری دیگر متفاوت است و بستگی زیادی به نوع باتری و نوع سرویسی که باتری در آن استفاده می‌شود دارد. هنگام آزمایش ظرفیت باتری NiMH یا NiCd، معمولاً از ولتاژ قطع ۱٫۰ ولت در هر سلول استفاده می‌شود، درحالی‌که معمولاً ۰٫۹ ولت به عنوان ولتاژ قطع سلول قلیایی استفاده می‌شود. دستگاه‌هایی که دارای ولتاژ قطع بسیار بالایی هستند ممکن است درحالی‌که باتری هنوز ظرفیت قابل توجهی دارد کار خود را متوقف کنند.

### ولتاژ قطع در الکترونیک قابل‌حمل
برخی از تجهیزات قابل‌حمل به‌طورکامل از سطح-پایین طیف ولتاژ باتری استفاده نمی‌کنند. قبلِ استفاده از بخش نسبتاً زیادی از عمر باتری، برق تجهیزات قطع می‌شود.
ولتاژ قطع بالا گسترده‌تر از حد تصور است. به عنوان مثال، یک برند خاص از تلفن همراه که با باتری لیتیوم‌یون تک-سلولی با ولتاژ قطع ۳٫۳ ولت تغذیه می‌شود. لیتیوم‌یون را می‌توان تا ۳ ولت و پایین‌تر تخلیه کرد؛ با این حال، با تخلیه تا ۳٫۳ ولت (در دمای اتاق)، حدود ۹۲–۹۸٪ از ظرفیت استفاده می‌شود. نکته مهم، به ویژه در مورد باتری‌های لیتیوم‌یونی که امروزه در اکثر وسایل الکترونیکی قابل‌حمل استفاده می‌شود، ولتاژ قطع زیر ۳٫۲ ولت می‌تواند منجر به ناپایداری شیمیایی در سلول شود، که نتیجه آن کاهش طول‌عمر باتری است. به همین دلیل، سازندگان لوازم الکترونیکی تمایل دارند از ولتاژهای قطع بالاتر استفاده‌کنند و نیاز مصرف‌کنندگان به خرید جایگزین باتری را قبل از اعمال سایر سازوکارهای خرابی در دستگاه از بین ببرند..